# Санта-Кристіна-Вальгардена
Санта-Кристіна-Вальгардена, Санта-Кристіна-Вальґардена (італ. Santa Cristina Valgardena) — муніципалітет на півночі Італії, у регіоні Трентіно-Альто-Адідже,  провінція Больцано.
Санта-Кристіна-Вальгардена розташована на відстані близько 530 км на північ від Рима, 75 км на північний схід від Тренто, 29 км на схід від Больцано.
Населення — 1969 осіб (2014).
Щорічний фестиваль відбувається 24 липня. Покровитель — Santa Cristina.

## Демографія
Населення за роками:

Станом на 1 січня 2023 року в муніципалітеті офіційно проживало 158 іноземців з 27 країн, серед них 65 громадян країн Євросоюзу та 6 громадян України.

## Галерея

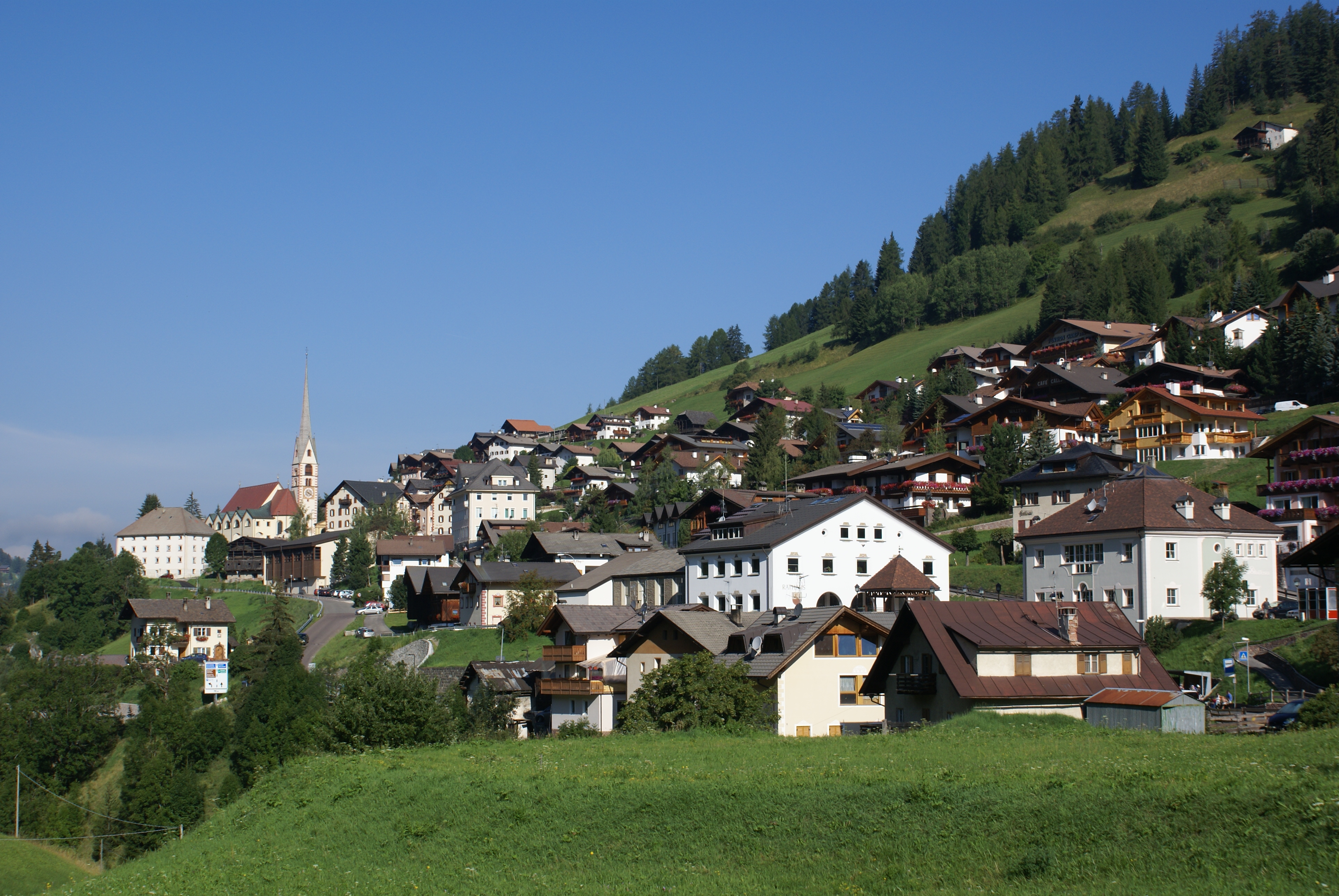
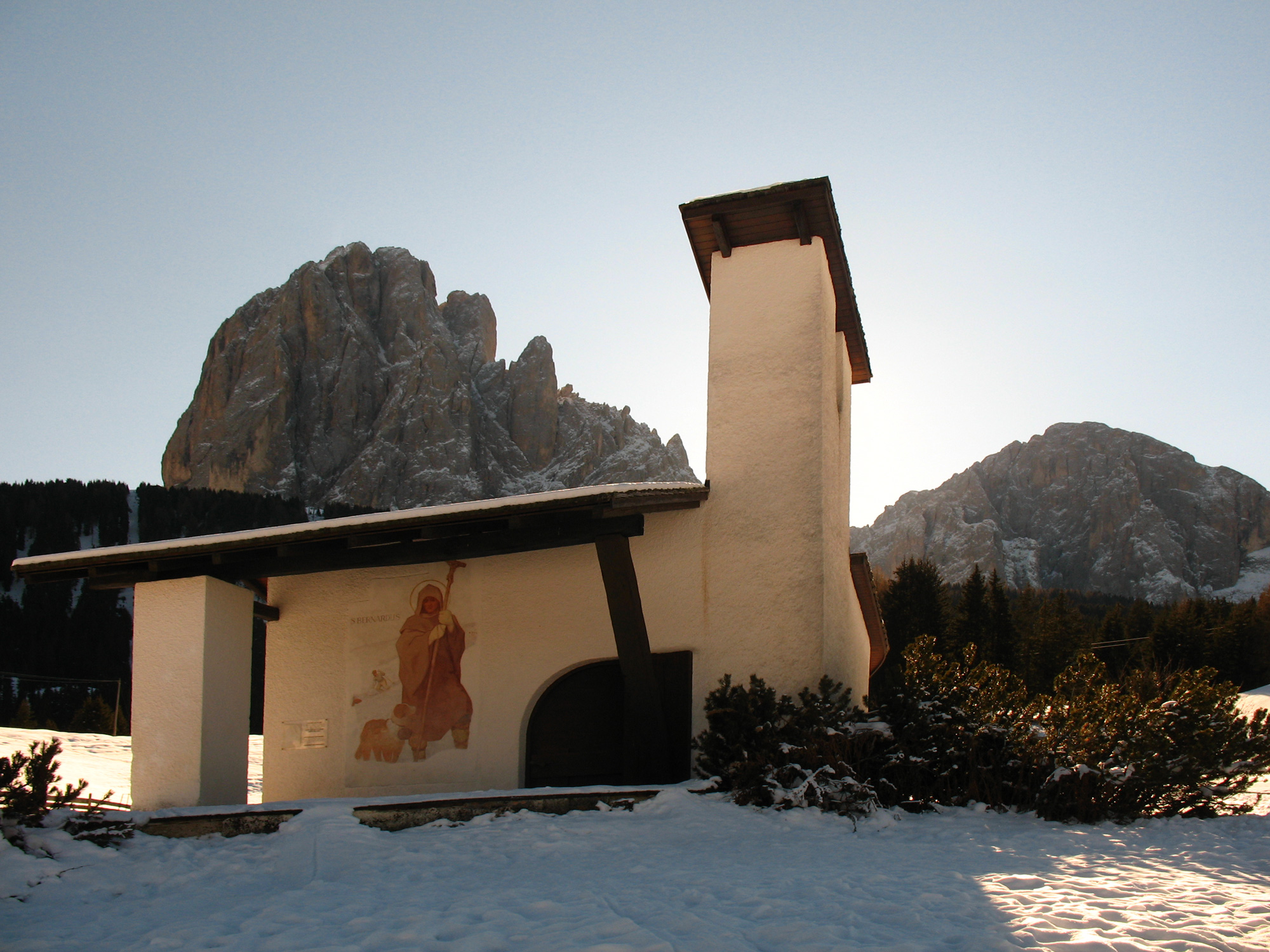
Каплиця Бауманна на Монте Пана
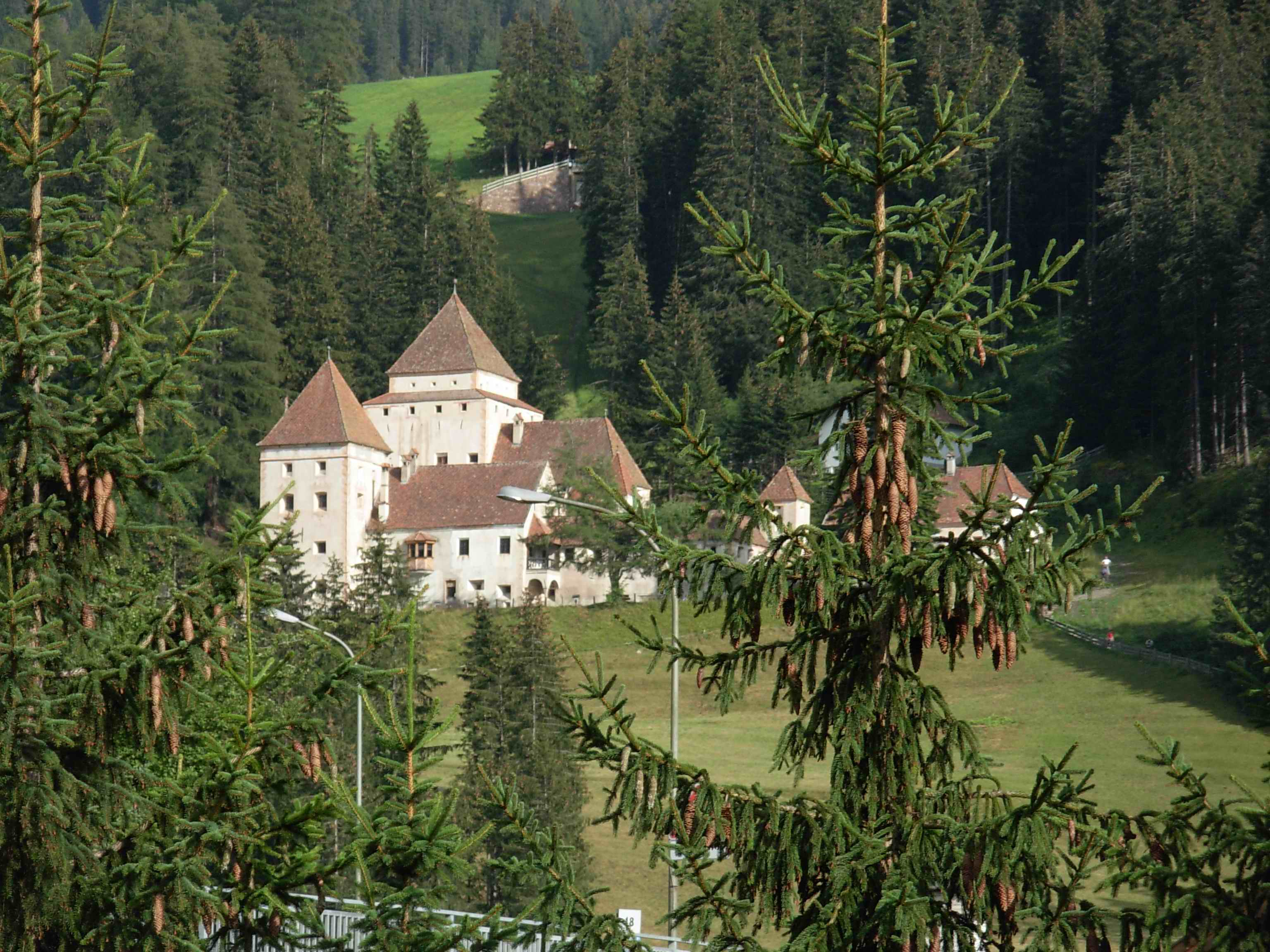
Замок Gardena
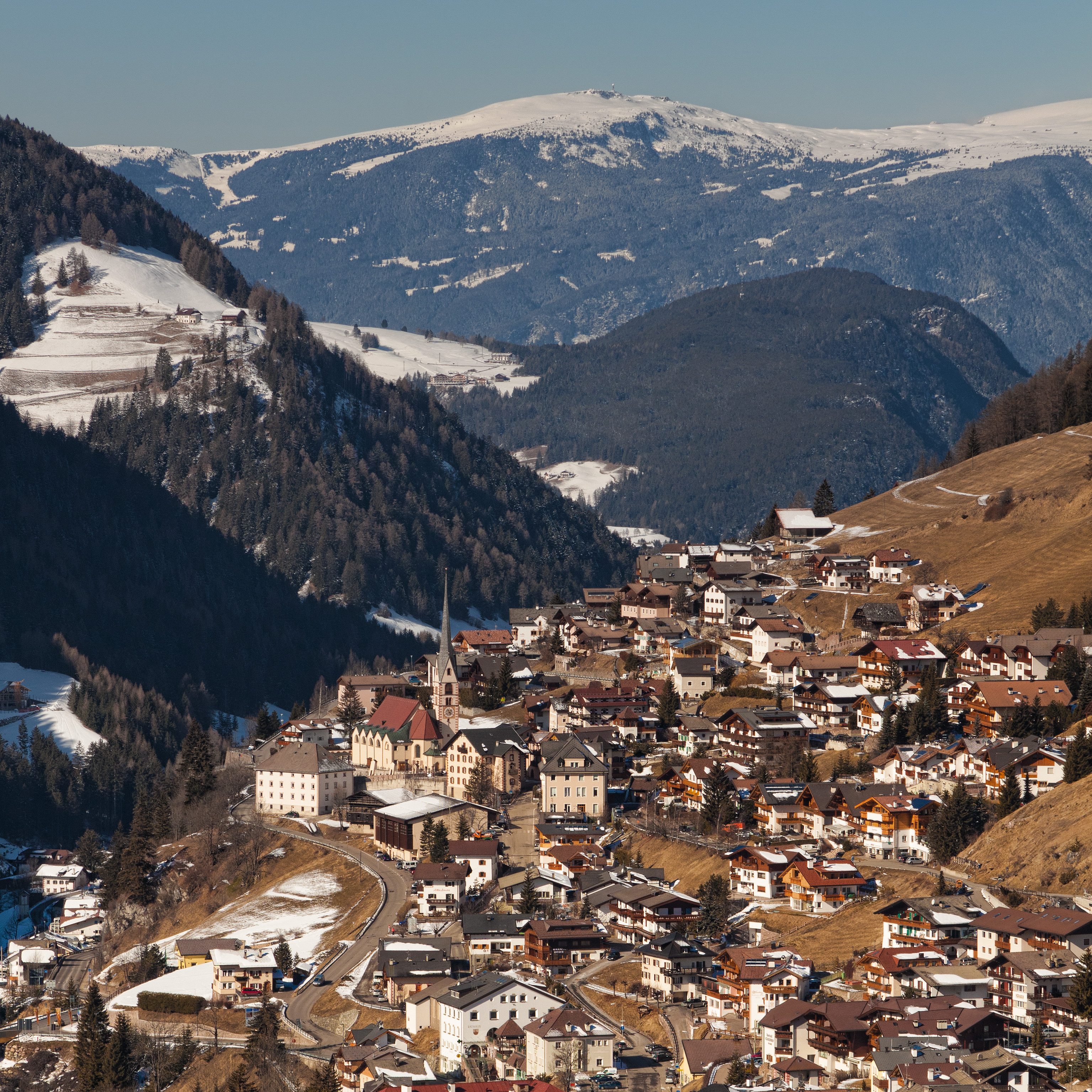
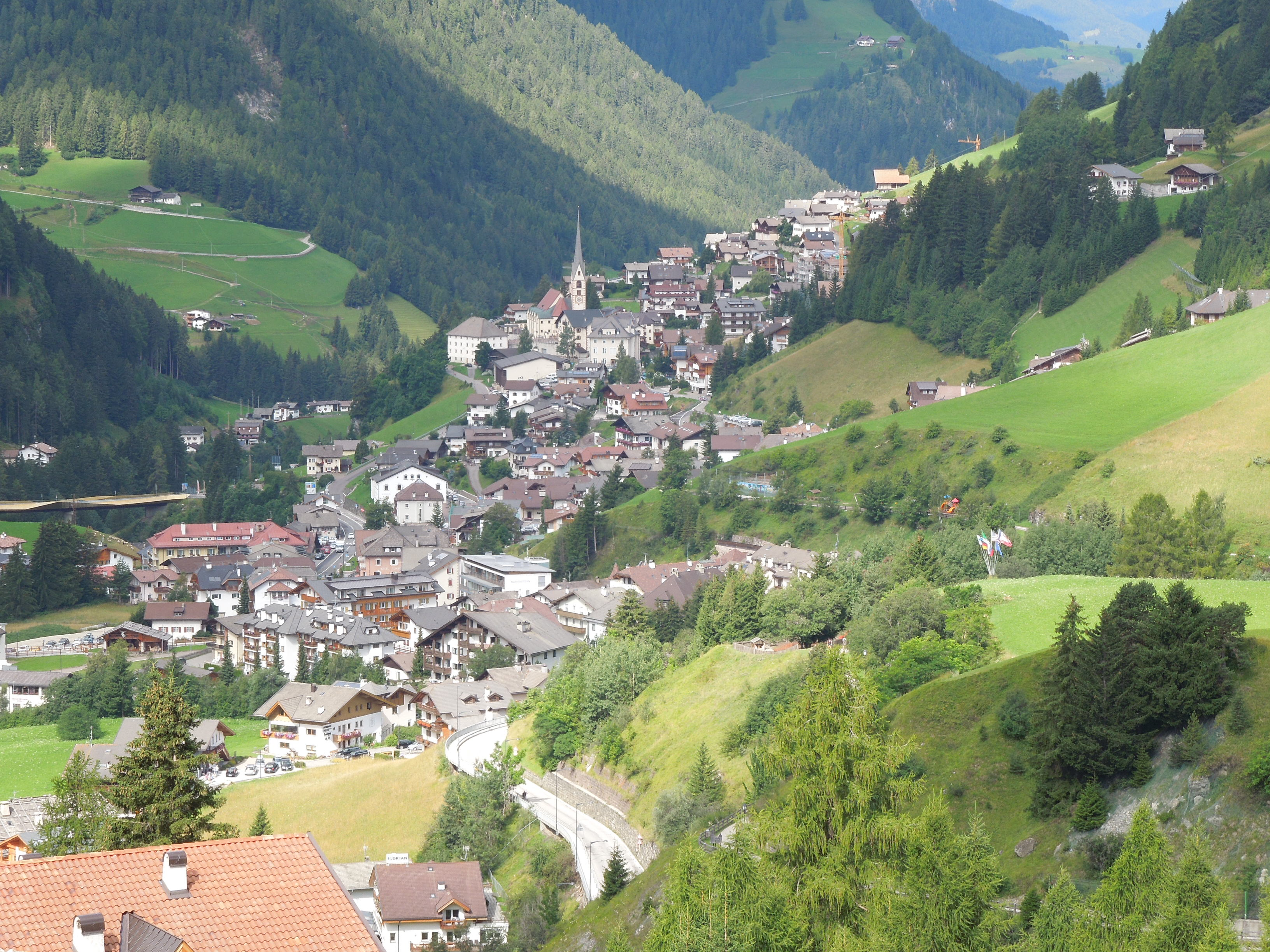

## Сусідні муніципалітети
- Кампітелло-ді-Фасса
- Кастельротто
- Фунес
- Ортізеї
- Сан-Мартіно-ін-Бадія
- Сельва-ді-Валь-Гардена